# Mellicta nigrobscura
Mellicta nigrobscura är en fjärilsart som beskrevs av Ruggero Verity 1931. Mellicta nigrobscura ingår i släktet Mellicta och familjen praktfjärilar. Inga underarter finns listade i Catalogue of Life.